# NGC 655
NGC 655 je galaksija u zviježđu Kit.

## Vanjske poveznice
- SEDS: NGC 0655